# Kościół św. Ducha w Broumovie
Kościół pw. św. Ducha w Broumovie – zabytkowy obiekt wybudowany w 1689 w Broumovie, centrum broumovskiej grupy kościołów.

## Historia
Szpital z kościołem św. Ducha powstał przed broumovskimi murami miejskimi już w XIV w. Pierwsza pisemna wzmianka o nim pochodzi z 1407. W 1421 spalili go husyci, po 1450 został odrestaurowany. Barokową budowlę odbudowano w 1689. Obecna forma pochodzi z przebudowy w 1735 za panowania opata broumovskiego Othmara Zinke (1664–1738) z klasztoru w Broumovie. Odbywają się tu ekumeniczne nabożeństwa i koncerty uczniów ZUŠ.

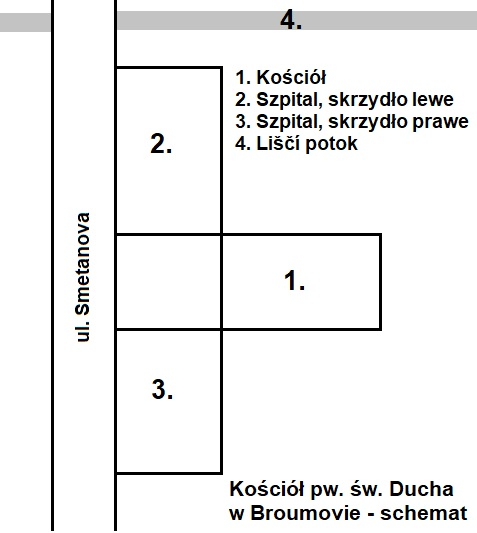
Schemat
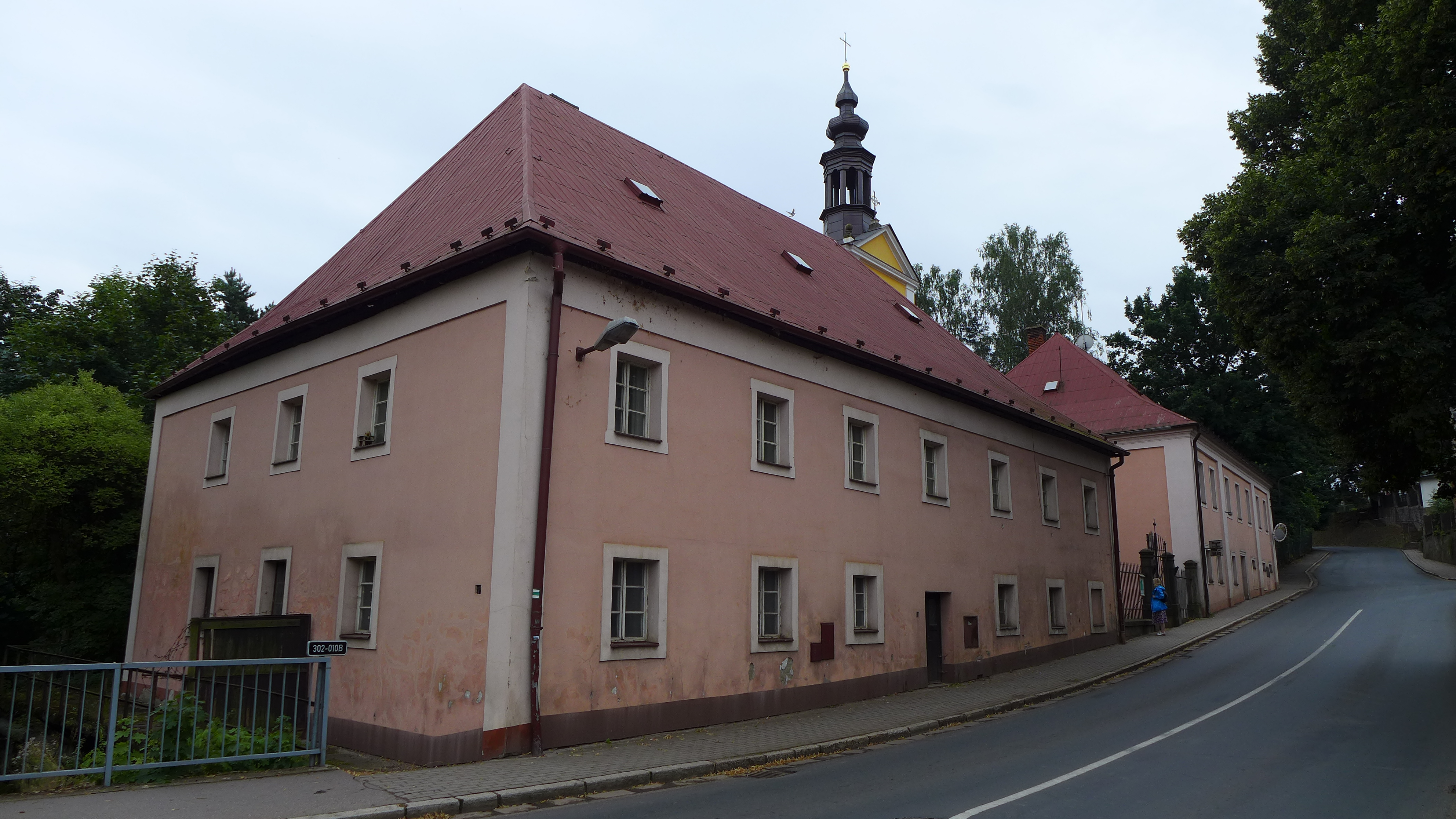
Skrzydło szpitala (L)
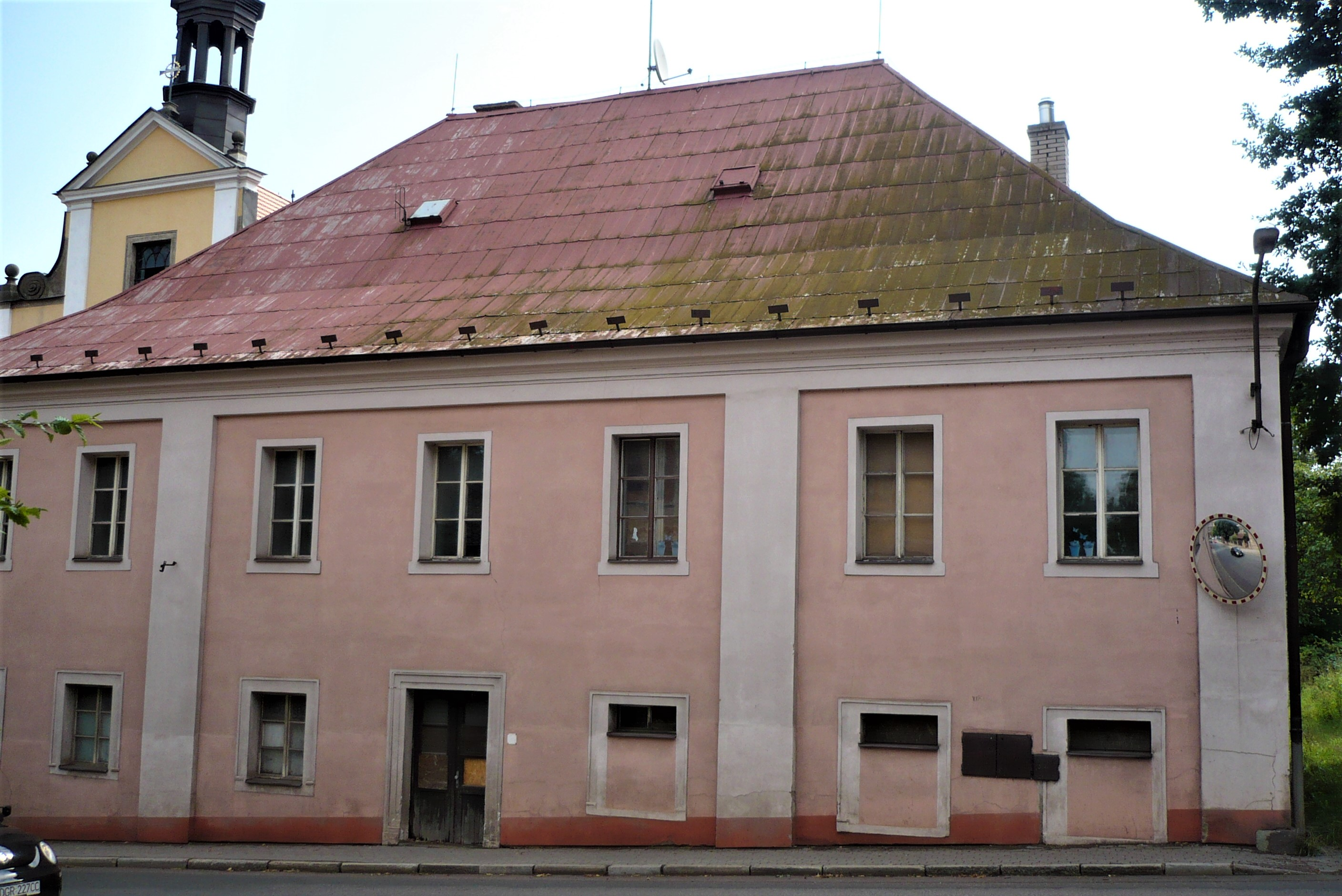
Skrzydło szpitala (P)
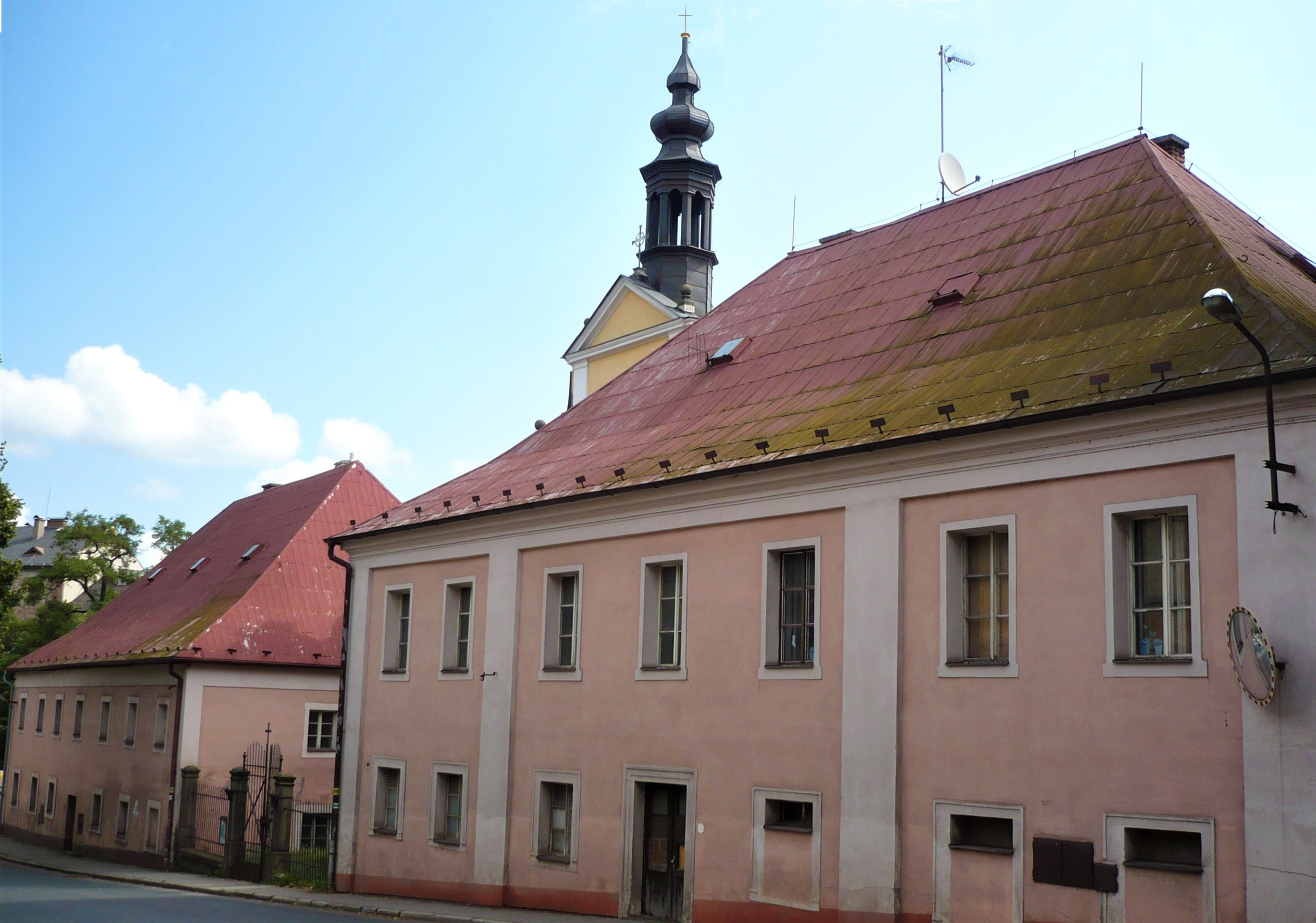
Skrzydło szpitala (L,P)